# Massif des Encantats
La massif des Encantats est un massif de montagnes de la chaîne des Pyrénées dans la province de Lérida en Catalogne, en Espagne. Il mesure 20 km de long pour 15 km de large, et culmine au pic de Peguera (42° 32′ 26″ N, 1° 00′ 43″ E) à 2 983 mètres.
Géologiquement parlant, en raison de la nature principalement plutonique de ses roches et de sa position centrale, le massif des Encantats fait partie de la zone axiale des Pyrénées.
Le petit massif du Besiberri à l'ouest y est parfois rattaché, car bien que plus haut et séparé par la vallée de Boí, il fait partie de la même unité géologique et se rattache au nord au massif des Encantats via le Montardo (2 833 mètres),.

## Géographie

### Principaux sommets

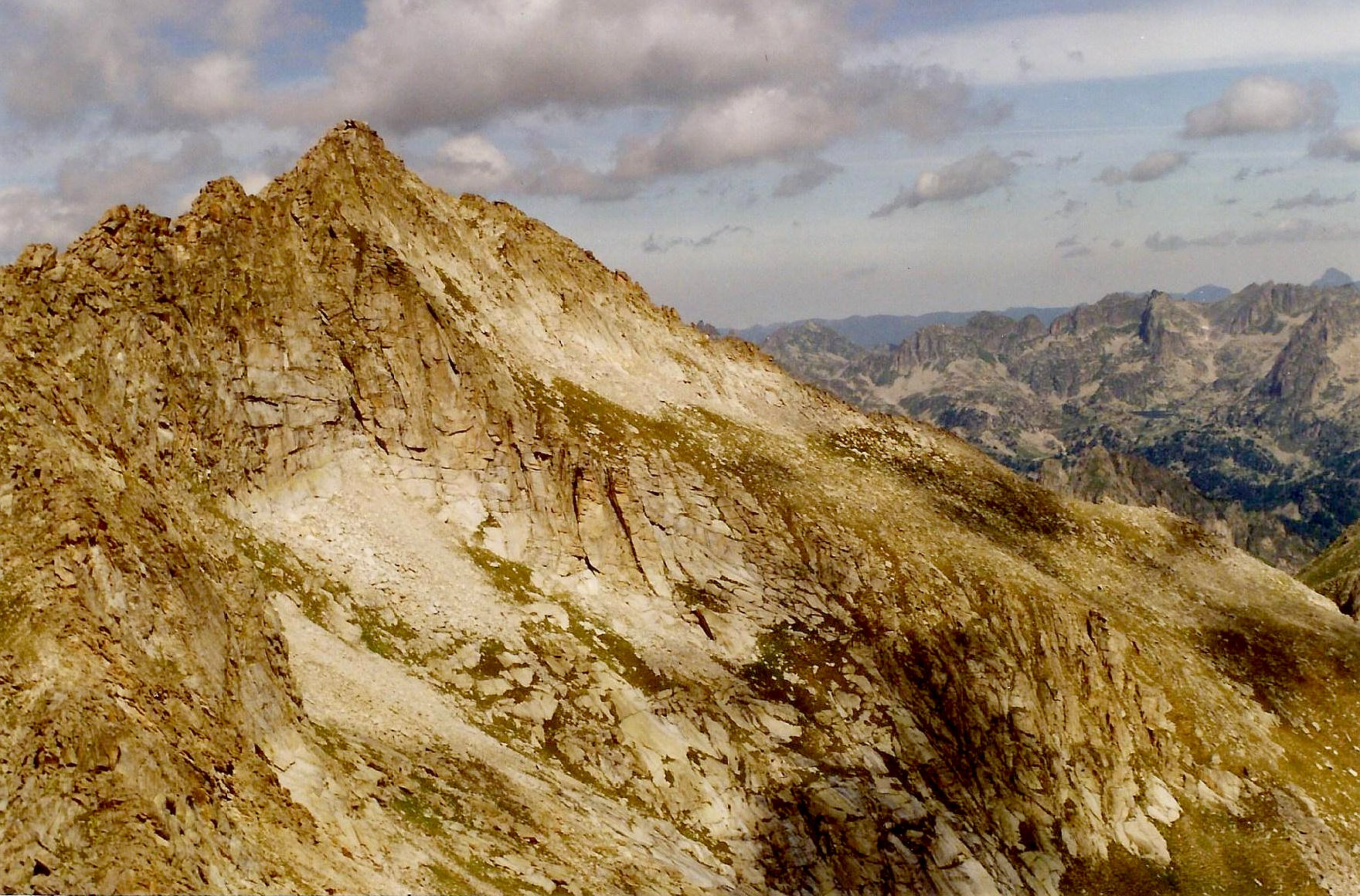
Vue du pic de Peguera depuis le tuc de Saburó.

| Sommet              | Altitude (mètres) |
| ------------------- | ----------------- |
| Pic de Peguera      | 2 983             |
| Montsent de Pallars | 2 883             |
| Encantats           | 2 749             |

### Géologie
Dans la zone élevée du massif, les strates géologiques de surface sont composées de roches plutoniques, de type granite et granodiorite avec inclusion de biotites, formées en profondeur au cours du Permien pendant l'orogenèse varisque.
Le relief actuel s'est formé entre −50 et −33 Ma à l'Éocène, conséquence de la formation des Pyrénées : les strates géologiques de type sédimentaire, déposées principalement pendant le Famennien (Dévonien supérieur) vers −370 Ma, sont remontées en altitude entre par la collision entre la plaque ibérique au sud et la plaque eurasiatique au nord. Puis durant la phase de refroidissement des glaciations quaternaires, à partir de −3 Ma, l'érosion glaciaire enlève les roches sédimentaires des zones de haute altitude, pour laisser apparaître les roches plutoniques sous-jacentes plus dures.